# Équipe de Belgique de football en 1954
Maillots
Chronologie
Saison précédente Saison suivante
L'équipe de Belgique de football participe à la Coupe du monde en 1954 et après une préparation encourageante ainsi qu'un bon début de tournoi face à l'Angleterre, elle ne parvient pas à passer le cap du premier tour.

## Résumé de la saison
La Belgique entame sa préparation pour la Coupe du monde face au Portugal à la mi-mars. Les deux équipes se séparent sur un nul blanc (0-0).
Les Belges prennent ensuite leur revanche début avril face aux Oranje, à la suite de la défaite encourue la saison précédente aux Pays-Bas. Le score est sans appel (4-0) et l'ouverture du score par Mermans après seulement 6 minutes de jeu ne laissent entrevoir aucun doute sur l'issue de la rencontre, la presse néerlandaise reconnaissant une organisation tactique et technique supérieure du côté belge,.
Les Diables Rouges se déplacent ensuite à Zagreb pour y affronter la Yougoslavie et s'imposent contre toute attente (0-2), grâce aux buts de Coppens et de Mermans, avant de partager (3-3), face à la France fin mai au Heysel. Le score au repos (3-2) reflétait pourtant correctement le déroulement de la partie mais Kopa parvint à rétablir l'égalité à 20 minutes du terme.
Le tirage au sort de la phase finale de la Coupe du monde en Suisse n'avait été des plus cléments pour la Belgique lui opposant l'Angleterre, l'Italie et la nation hôte, d'autant plus que le format mis en place, et qui ne survivra pas à cette édition, ne laissait aucune chance aux petites équipes. En effet, dans chaque poule, deux « têtes de série » sont définies (désignées par la FIFA selon leur classement déterminé par les résultats en amicaux et en officiels) qui ne se rencontrent pas, excepté si elles finissent à égalité de points pour une place qualificative. De même pour les deux équipes qui ne sont pas tête de série, ainsi la Belgique ne rencontre pas la Suisse. Par ailleurs, en cas d'égalité à la fin du temps réglementaire, des prolongations doivent être disputées.
Les Diables Rouges allaient toutefois créer la sensation et faire une nouvelle fois honneur à leur surnom en arrachant le partage face à la Perfide Albion, dans l'enceinte du Stade Saint-Jacques à Bâle, tant à la fin du temps réglementaire (3-3) qu'au terme de la rencontre (4-4). La prestation des Belges n'était pas passée inaperçue aux yeux d'un spectateur attentif, Gyula Mándi (en), l'entraîneur de la Hongrie qui se confia à Roger Huyens, alors envoyé spécial du journal Les Sports : « Vous possédez deux joueurs extraordinaires. D'abord votre centre-avant, Rik Coppens, est un virtuose qui aurait sa place dans n'importe quelle équipe du monde. Les Anglais ont dû constamment déléguer trois hommes pour le garder. Ils avaient bien tort : si vous aviez joué contre nous, je n'aurais pas hésité à en sacrifier un quatrième, car ce Coppens est proprement intenable. Quant à Gernaey, il est incontestablement le meilleur gardien du Tournoi ». Il est à noter que Pol Gernaey évoluait en deuxième division à Ostende et avait été découvert en équipe militaire par le colonel Wendelen, une figure légendaire dans le domaine du sport militaire. Rik Coppens, quant à lui, fut sacré meilleur avant-centre de la Coupe du monde par le journal L'Équipe, malgré une concurrence assez rude avec des éléments comme le Hongrois Nándor Hidegkuti ou l'Anglais Nat Lofthouse. Le quotidien La Suisse ne tarissait pas d'éloges non plus à l'égard de la sélection noir-jaune-rouge : « D'un côté, nous eûmes le véritable jeu de football et ses règles appliquées avec une rigueur toute mathématique, c'est-à-dire le jeu tel que le conçoivent les Anglais; de l'autre on vit une équipe placer tous ses espoirs en quelques éléments agissant librement, apparemment sans suivre un plan préalablement établi, bref faisant appel à leur sens de l'improvisation. Ces éléments ont noms Coppens, Mermans et Anoul. À eux trois, ces hommes volontairement "brouillons" sont parvenus à désorganiser tout une défense pourtant réputée solide et difficilement franchissable. Le score est donc tout à l'honneur des valeureux footballeurs belges dont on espérait pas une aussi brillante performance. »

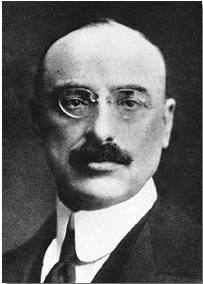
Rodolphe William Seeldrayers en 1955.

C'est malheureusement fortement émoussée que l'équipe belge se présente au second match face à l'Italie au Stadio comunale Cornaredo de Lugano, entièrement voué à la cause des Azzuri qui évoluaient quasiment à domicile. La fatigue, la supériorité italienne et une chaleur torride eurent raison des Diables Rouges (4-1) qui quittèrent le tournoi en ayant glané leur premier point en phase finale de Coupe du monde.
Pendant le tournoi se tiennent également les élections d'un nouveau dirigeant pour la FIFA, appelé à succéder au monument qu'était Jules Rimet. C'est le Belge Rodolphe William Seeldrayers qui remporte les suffrages
mais il n'endossera malheureusement pas très longtemps ses fonctions. Seeldrayers meurt le 7 octobre 1955, à peine un an après son intronisation, des suites d’une maladie. Son enterrement prend une allure semi-officielle par décision ministérielle et il est élu à titre posthume membre d’honneur du Comité international olympique (CIO), une distinction qui ne sera plus décernée par la suite.
La première confrontation post-Coupe du monde à Bruxelles en est une de prestige, la Belgique reçoit en effet l'Allemagne, fraîchement auréolée du titre de championne du monde au terme du « Miracle de Berne ». Cette rencontre avait provoqué un engouement extraordinaire, pas moins de 72 000 spectateurs (dont 55 116 payants) et des journalistes des quatre coins de l'Europe, parmi lesquels 120 reporters allemands, assistent à une surprise de taille. Les Belges s'imposent aisément et sans forcer (2-0) face à une Mannschaft méconnaissable et se voient étiquetés pour la première fois du titre honorifique de « Champions du monde des matches amicaux », que la presse belge s'empresse illico de tempérer. De l'avis général, le résultat final ne reflétait pourtant que très mal la supériorité insolente des joueurs locaux, le keeper allemand Fritz Herkenrath fut d'ailleurs considéré comme le meilleur joueur sur le terrain.
Fin octobre, les Diables Rouges s'imposent pour la seconde fois consécutive à Deurne face à leurs voisins bataves (4-3). Si le score fut toutefois plus étriqué, il ne reflète pas totalement la physionomie de la rencontre au cours de laquelle les Belges menèrent jusque (3-0) à deux minutes du repos. La combativité des joueurs néerlandais en seconde période, qui se jetèrent dans la bataille comme si leur vie en dépendait, leur permit de limiter la casse. Cette défaite par le plus petit écart était surtout une victoire de la Fédération royale néerlandaise de football (KNVB) face à la Nederlandse Bond Beroepsvoetbal (NBVB) qui militait pour le passage au professionnalisme,.
À l'Armistice, pour clore l'année, la Belgique se déplace à Paris et partage l'enjeu face aux Bleus pour la deuxième fois de la saison  (2-2) et si les Belges menèrent (0-2) et se firent rejoindre à nouveau, tout comme à Bruxelles, le résultat final était cette fois-ci plus fidèle au déroulement de la partie et à l'équilibre entre les deux camps.
Doug Livingstone est limogé au terme de la saison, et ce malgré des résultats plutôt encourageants. Il ne laissera cependant pas un souvenir impérissable, plus passionné par le golf que le football, l'Écossais ne parlait pas un mot de français et baragouinait à peine quelques mots de néerlandais, et il aurait aussi souhaité coacher à l'anglaise, en d'autres termes avoir également le dernier mot sur la sélection des joueurs, mais le Comité de Sélection, extrêmement jaloux de ses prérogatives, héritées de ses prédécesseurs depuis les prémices de l'histoire des Diables Rouges, ne l'entendait pas de cette oreille. Livingstone fut remplacé par André Vandeweyer, ancien gardien de but de l'équipe légendaire de l'Union Saint-Gilloise, la fameuse Union 60, demeurée invaincue durant 60 matchs entre le 9 janvier 1933 (Union-Lierse, 2-2) et le 10 février 1935 (Daring-Union, 2-0),.

## Les matchs
| Match amical                                                  | Belgique | 0 - 0   | Portugal | Stade du Heysel Laeken, Belgique                |                                                 |
| 14 mars 1954 · 15:00 heure locale · Historique des rencontres |          | (0 – 0) |          | Spectateurs : 47 590 Arbitrage : Édouard Harzic | Spectateurs : 47 590 Arbitrage : Édouard Harzic |
| 14 mars 1954 · 15:00 heure locale · Historique des rencontres | Rapport  |         |          | Spectateurs : 47 590 Arbitrage : Édouard Harzic | Spectateurs : 47 590 Arbitrage : Édouard Harzic |

| Match amical                                                  | Belgique                                         | 4 - 0   | Pays-Bas | Bosuilstadion Deurne, Belgique                      |                                                     |
| 4 avril 1954 · 15:00 heure locale · Historique des rencontres | Mermans 6e · Coppens 62e 80e · Terlouw 70e (csc) | (1 – 0) |          | Spectateurs : 46 910 Arbitrage : Carl Erich Steiner | Spectateurs : 46 910 Arbitrage : Carl Erich Steiner |
| 4 avril 1954 · 15:00 heure locale · Historique des rencontres | Rapport                                          |         |          | Spectateurs : 46 910 Arbitrage : Carl Erich Steiner | Spectateurs : 46 910 Arbitrage : Carl Erich Steiner |

| Match amical                                                | Yougoslavie | 0 - 2   | Belgique                  | Stade Maksimir Zagreb, Yougoslavie                  |                                                     |
| 9 mai 1954 · 16:30 heure locale · Historique des rencontres |             | (0 – 1) | Coppens 42e · Mermans 55e | Spectateurs : 35 000 Arbitrage : Carl Erich Steiner | Spectateurs : 35 000 Arbitrage : Carl Erich Steiner |
| 9 mai 1954 · 16:30 heure locale · Historique des rencontres | Rapport     |         |                           | Spectateurs : 35 000 Arbitrage : Carl Erich Steiner | Spectateurs : 35 000 Arbitrage : Carl Erich Steiner |

| Match amical                                                 | Belgique                 | 3 - 3   | France                                     | Stade du Heysel Laeken, Belgique                 |                                                  |
| 30 mai 1954 · 16:00 heure locale · Historique des rencontres | Mermans 2e · Anoul 5e 8e | (3 – 2) | Vincent 7e · Huysmans 39e (csc) · Kopa 70e | Spectateurs : 54 729 Arbitrage : Vasa Stefanović | Spectateurs : 54 729 Arbitrage : Vasa Stefanović |
| 30 mai 1954 · 16:00 heure locale · Historique des rencontres | Rapport                  |         |                                            | Spectateurs : 54 729 Arbitrage : Vasa Stefanović | Spectateurs : 54 729 Arbitrage : Vasa Stefanović |

| Coupe du monde 1954 Premier tour - Groupe 4                   | Angleterre                          | 4 - 4 a. p.           | Belgique                                         | Stade Saint-Jacques Bâle, Suisse                |                                                 |
| 17 juin 1954 · 18:00 heure locale · Historique des rencontres | Broadis 25e 62e · Lofthouse 37e 91e | (2 – 1, 3 – 3, 4 – 4) | Anoul 5e 74e · Coppens 77e · Dickinson 93e (csc) | Spectateurs : 14 000 Arbitrage : Emil Schmetzer | Spectateurs : 14 000 Arbitrage : Emil Schmetzer |
| 17 juin 1954 · 18:00 heure locale · Historique des rencontres | Rapport                             |                       |                                                  | Spectateurs : 14 000 Arbitrage : Emil Schmetzer | Spectateurs : 14 000 Arbitrage : Emil Schmetzer |

| Coupe du monde 1954 Premier tour - Groupe 4                   | Italie                                                         | 4 – 1   | Belgique  | Stadio comunale Cornaredo Lugano, Suisse            |                                                     |
| 20 juin 1954 · 17:00 heure locale · Historique des rencontres | Pandolfini 40e (pen.) · Galli 48e · Frignani 57e · Lorenzi 72e | (1 – 0) | Anoul 82e | Spectateurs : 24 000 Arbitrage : Carl Erich Steiner | Spectateurs : 24 000 Arbitrage : Carl Erich Steiner |
| 20 juin 1954 · 17:00 heure locale · Historique des rencontres | Rapport                                                        |         |           | Spectateurs : 24 000 Arbitrage : Carl Erich Steiner | Spectateurs : 24 000 Arbitrage : Carl Erich Steiner |

| Match amical                                                       | Belgique               | 2 - 0   | Allemagne de l'Ouest | Stade du Heysel Laeken, Belgique                |                                                 |
| 26 septembre 1954 · 15:00 heure locale · Historique des rencontres | Coppens 8e · Anoul 53e | (1 – 0) |                      | Spectateurs : 55 116 Arbitrage : Jan Bronkhorst | Spectateurs : 55 116 Arbitrage : Jan Bronkhorst |
| 26 septembre 1954 · 15:00 heure locale · Historique des rencontres | Rapport                |         |                      | Spectateurs : 55 116 Arbitrage : Jan Bronkhorst | Spectateurs : 55 116 Arbitrage : Jan Bronkhorst |

| Match amical                                                     | Belgique                                     | 4 – 3   | Pays-Bas                                                   | Bosuilstadion Deurne, Belgique                  |                                                 |
| 24 octobre 1954 · 15:00 heure locale · Historique des rencontres | Lemberechts 10e · Coppens 21e 65e · Houf 40e | (3 – 1) | van der Gijp (nl) 43e · Roosenburg 48e · Dillen 88e (pen.) | Spectateurs : 47 077 Arbitrage : Reginald Leafe | Spectateurs : 47 077 Arbitrage : Reginald Leafe |
| 24 octobre 1954 · 15:00 heure locale · Historique des rencontres | Rapport                                      |         |                                                            | Spectateurs : 47 077 Arbitrage : Reginald Leafe | Spectateurs : 47 077 Arbitrage : Reginald Leafe |

| Match amical                                                      | France              | 2 - 2   | Belgique                           | Stade olympique Yves-du-Manoir Colombes, France           |                                                           |
| 11 novembre 1954 · 14:30 heure locale · Historique des rencontres | Kopa 75e 87e (pen.) | (0 – 1) | Jonquet 5e (csc) · Lemberechts 67e | Spectateurs : 53 674 Arbitrage : Rafael Tamarit Falaguera | Spectateurs : 53 674 Arbitrage : Rafael Tamarit Falaguera |
| 11 novembre 1954 · 14:30 heure locale · Historique des rencontres | Rapport             |         |                                    | Spectateurs : 53 674 Arbitrage : Rafael Tamarit Falaguera | Spectateurs : 53 674 Arbitrage : Rafael Tamarit Falaguera |

## Les joueurs
| Joueurs                 | Joueurs                   | Amical | Amical | Amical | Amical | CM 1954 | CM 1954 | Amical | Amical | Amical |
| ----------------------- | ------------------------- | ------ | ------ | ------ | ------ | ------- | ------- | ------ | ------ | ------ |
| Gardiens de but         |                           |        |        |        |        |         |         |        |        |        |
| Léopold Gernaey         | AS Ostende KM             | 90     | 90     | 90     | 90     | 120     | 90      | 25e    |        | r      |
| Henri Meert             | RSC Anderlechtois         | r      |        |        |        |         |         |        | 90     | 90     |
| Charles Geerts          | R Beerschot AC            |        | r      | r      | r      | r       | r       | 25e ,  | r      |        |
| Raymond Ausloos         | R White Star AC           |        |        |        |        | r       | r       |        |        |        |
| Défenseurs              |                           |        |        |        |        |         |         |        |        |        |
| Henri Diricx            | Union Saint-Gilloise      | 90     | 90     | r      | r      | r       | r       | r      | r      | r      |
| Alphons Van Brandt      | K Lierse SK               | 90     | 90     | 90     | 90     | 120     | 90      | 90     | 90     | 90     |
| Marcel Dries            | K Berchem Sport           | r      | r      | 90     | 90     | 120     | 90      | 90     | 90     | 90     |
| Jef Van der Linden      | Royal Antwerp FC          |        |        |        |        | r       | r       |        |        |        |
| Milieux                 |                           |        |        |        |        |         |         |        |        |        |
| Louis Carré             | RFC Liégeois              | 90     | 90     | 90     | 90     | 120     | 90      | 90     | 90     | 90     |
| Jan Van Der Auwera      | Racing Club de Malines    | 90     |        |        |        |         |         |        |        |        |
| Victor Mees             | Royal Antwerp FC          | 90     | 90     | 90     | 90     | 120     | 90      | 90     | 90     | 90     |
| Jan Van Steen           | RSC Anderlechtois         | 90     |        | 90     | 90     | r       | r       |        |        |        |
| Robert Van Kerkhoven    | Daring Club de Bruxelles  | r      | r      | r      | r      | r       | r       | r      | r      | r      |
| Constant Huysmans       | R Beerschot AC            |        | 90     | 90     | 90     | 120     | 90      | 90     | 90     | 90     |
| Joseph Backaert         | Olympic Club de Charleroi |        |        |        |        | r       | r       |        |        |        |
| Robert Maertens         | Royal Antwerp FC          |        |        |        |        | r       | r       |        |        |        |
| Joseph Givard           | Standard de Liège         |        |        |        |        |         |         | r      | 90     |        |
| Attaquants              |                           |        |        |        |        |         |         |        |        |        |
| Hippolyte Van den Bosch | RSC Anderlechtois         | 90     | r      | r      |        | r       | 90      |        | r      | r      |
| Jef Mermans             | RSC Anderlechtois         | 90     | 90     | 90     | 90     | 120     | 90      | 90     |        | 90     |
| Léopold Anoul           | RFC Liégeois              | 90     | 90     | 90     | 90     | 120     | 90      | 90     |        |        |
| Rik Coppens             | R Beerschot AC            | 90     | 90     | 90     | 90     | 120     | 90      | 90     | 90     | 90     |
| Marcel De Corte         | RSC Anderlechtois         | r      | 90     | 90     | 90     |         |         |        |        |        |
| Victor Lemberechts      | RFC Malinois              |        | 90     |        |        |         |         | 90     | 90     | 90     |
| Denis Houf              | Standard de Liège         |        |        |        | r      | 120     | r       | 90     | 90     |        |
| Pieter Van den Bosch    | RSC Anderlechtois         |        |        |        |        | 120     | 90      |        |        |        |
| Jef Vliers              | KFC Patria Tongeren       |        |        |        |        | r       | r       |        |        |        |
| Luc Van Hoyweghen       | Daring Club de Bruxelles  |        |        |        |        |         | r       |        |        |        |
| José Moës               | RFC Liégeois              |        |        |        |        |         |         |        | 90     | 90     |
| Jules Quoilin           | Royal Tilleur FC          |        |        |        |        |         |         |        |        | 90,    |

Un « r » indique un joueur qui était parmi les remplaçants mais qui n'est pas monté au jeu.
1. 1 2 3 4 5  Première sélection officielle pour le joueur.
2. 1 2 3 4 5 6 7 8  Dernière sélection officielle pour le joueur.
3. ↑  Premier but officiel pour le joueur.

## Sources